# 张营镇 (永济市)
张营镇，是中华人民共和国山西省运城市永济市下辖的一个乡镇级行政单位。

## 行政区划
张营镇下辖以下地区：
张营村、冯营村、小姚村、常里村、长处村、尊村、吕庄村、康蜀村、坛底村、小敬村、丰乐庄村、敬祥村、西敬村、东吕村、西吕村、窑头村、南社村、小樊村、下吴村、南阳村、北阳村、北陶村、南陶村、永宁村、黄龙村、舜帝村和辛营村。